# Phil Reed
Phil Reed (21 tháng 2 năm 1949 – 6 tháng 11 năm 2008) là một thành viên Hội đồng Thành phố New York từ năm 1998 đến năm 2005, khi giới hạn nhiệm kỳ buộc ông phải rời nhiệm sở. Ông đại diện cho Hội đồng Quận 8, bao gồm các khu phố Manhattan của East Harlem và Manhattan Valley, và một phần của South Bronx, cũng như Randall's Island, Wards Island và Central Park. Ông là thành viên Hội đồng Thành phố New York người Mỹ gốc Phi đồng tính công khai đầu tiên. Từ 2002 đến 2005, ông là chủ tịch của Ủy ban về các vấn đề người tiêu dùng của Hội đồng.
Reed được sinh ra ở New York vào ngày 21 tháng 2 năm 1949. Ông rời khỏi Đại học Ohio Wesleyan và nhận được tình trạng người phản kháng có lương tâm trong Chiến tranh Việt Nam. Trước khi gia nhập Hội đồng, Reed đã làm việc mười năm với tư cách là đại diện bán hàng cho Công ty Thang máy Otis ở San Francisco. Sau khi trở về thành phố New York, ông là giám đốc dự án tại Dự án HIV/AIDS ở Đông New York, và là Giám đốc Quan hệ công chúng của Viện Hetrick-Martin. Năm 1981, lần đầu tiên ông phát triển các triệu chứng cuối cùng được chẩn đoán là HIV. Từ giữa năm 1995 đến đầu năm 1997, ông đã trải qua 18 tháng hóa trị cho bệnh đa u tủy xương, một dạng ung thư tủy xương có độc lực.
Reed đã chạy trước đó và mất thầu cho Thượng viện bang New York và Hội đồng thành phố. Năm 1997, Adam Clayton Powell IV ra tranh cử Chủ tịch Quận Manhattan, và Reed đã giành chiến thắng trong cuộc đua năm chiều trong chính đảng Dân chủ để lấp chỗ trống của Powell. Ông đã giành chiến thắng trong cuộc tổng tuyển cử năm 1997 với 75% số phiếu, vượt xa bốn người thách đấu do đảng Cộng hòa George L. Espada dẫn đầu, người có 18% phiếu bầu.
Khi còn ở văn phòng, Reed đã thu hút sự chú ý cho công việc của mình để ngăn ngừa hen suyễn ở trẻ em Lưu trữ ngày 24 tháng 9 năm 2021 tại Wayback Machine, một vấn đề nghiêm trọng ở quận của ông. Ông cũng tập trung vào các biện pháp để tăng nhà ở giá cả phải chăng và tân trang lại các công viên khu phố. Reed cực lực phản đối kế hoạch của Thị trưởng Rudy Giuliani về việc di dời Bảo tàng Thành phố New York từ vị trí của nó ở East Harlem đến Tòa án Tweed ở trung tâm thành phố Manhattan. Thị trưởng Michael Bloomberg cuối cùng đã loại bỏ kế hoạch này, chuyển Sở Giáo dục Thành phố New York sang Tòa án Tweed thay thế.
Reed sống ở Upper West Side và qua đời ở tuổi 59 vào ngày 6 tháng 11 năm 2008 do biến chứng viêm phổi do bệnh bạch cầu.